# Dysgonia orbata
Dysgonia orbata là một loài bướm đêm trong họ Erebidae.